# Сеид Джамил Сеид Джаафар
Сеид Джамил Сеид Джаафар (малайск.  Syed Jamil Syed Jaafar ; 1951, Кедах — 6 мая 2019, Куала-Лумпур) — журналист, Генеральный директор Национального информационного агентства Малайзии «Бернама» в 2000—2007 гг.

## Краткая биография
Был старшим ребёнком из 10 детей семьи. Работал в Национальном информационном агентстве Малайзии «Бернама» c 1969 по 2007 гг. Первоначально был журналистом, затем главным редактором (1995—2000) и, наконец, Генеральным директором (2000—2007). С 2004 — президент Организации информационных агентств стран Азии и Азиатско-Тихоокеанского региона (OANA). В 2004 г. в этом качестве принимал участие во Всемирном конгрессе информационных агентств в Москве. В 2006 г. избран Генеральным директором Информационной сети Движения неприсоединения. В 2007 г. основал радио «Бернама». В 2018—2019 был консультантом Радио «Бернама» и редакционного совета «Бернамы». Скончался от сердечной недостаточности, похоронен на мусульманском кладбище Раудхатул-Сакинах в Таман-Селасихе, Бату-Кейвз.

## Награды
- Звание «Датук»

## Семья
- Супруги: Харьяни Абдул и Нур Азима бинти Ахмад (2001)